# Рейтинги КБФ
Рейтинги КБФ — система ранжирования футбольных клубов в Бразилии, созданная главной управляющей инстанцией по этому виду спорта — Конфедерацией бразильского футбола (КБФ). Рейтинг клубов, вкупе с рейтингом штатов играют большую роль в бразильском футболе. Например, с их помощью определяются команды-участницы Кубка Бразилии, а также напрямую зависит комплектование команд-участниц четвёртого по силе дивизиона страны, Серии D.

## История

### До 2003 года
До 2002 года КБФ в качестве ранжира клубов использовала простую систему по суммарному количеству набранных очков, которые бразильские клубы заработали в чемпионатах Бразилии, начиная с самого первого розыгрыша 1971 года. Однако эта система имела свои минусы. Например, структура проведения чемпионатов страны долгие годы имела смешанный характер — групповые раунды на начальных стадиях сменялись раундами плей-офф. Соответственно, клубы проводили разное число матчей. Более сильные команды вступали в борьбу на более поздних стадиях. В 1979 году некоторые команды дошли до полуфинала, не сыграв и 10 матчей, а другие, вылетевшие ранее, провели по 19 встреч, набрав большее число очков по итогам всего сезона.
Кроме того, в соответствии с правилами ФИФА, с 1995 года в футболе за победу стали присуждать не 2, а 3 очка, что внесло сумятицу в общую таблицу очков. Необходимо было либо её полностью пересматривать с системой в 3 балла, либо вносить 3-очковые победы в новую графу. В любом случае, эти статистические неурядицы разрешили футбольные статистики, но для адекватной системы оценки клубов набранные очки стали не слишком удобными.
В конце 1980-х годов знаменитое бразильское издание Placar выступило с новой инициативой. Чтобы не зависеть от формулы чемпионата, чемпиону страны издание решило присуждать за титул виртуальные 10 баллов, 9 очков вице-чемпиону и так далее вплоть до команды, занявшей 10-е место. Но и у этой системы есть минус — в плане историчности этот рейтинг не может считаться полным, поскольку не учитывает результаты (первого) Кубка (Чаши/Трофея) Бразилии, существовавшего с 1959 по 1968 год, Кубка Робертао, признанного КБФ прототипом чемпионатов Бразилии (1967—1970), а также (нового) Кубка Бразилии, проводящегося с 1989 года.
Составлялись и другие рейтинги, которые учитывали и международные достижения. Но для КБФ было важно разработать такую систему, при которой рейтинг мог реально влиять на сложную и запутанную систему клубного футбола в стране.

## Система 2003—2012 годов
Предложенная в 2003 году новая система базировалась на трёх принципах:
1. КБФ для подсчёта рейтинга использует результаты только чемпионатов под своей эгидой;
2. Очки присуждаются всем клубам, участвующим в текущих соревнованиях данного года;
3. Иерархическая структура — большее число очков автоматически присуждается клубу, который в данный момент выступает в более высокой лиге.

Чемпион Бразилии получает 60 очков, вице-чемпион — 59 и так вплоть до команды, занявшей 20-е место (41 балл). Чемпион Серии B получает 40 баллов, Серии C — 20, обладатель Кубка Бразилии — 30. Все стадии Кубка Бразилии также ранжированы. Даже если команда проиграла оба матча 1/32 финала, она всё равно получит за само участие в турнире 1 балл.
После появления в 2009 году Серии D система подсчёта баллов претерпела некоторые изменения. Так, клубы, занявшие в Серии C места с 11-го по 20-е, получили в свою копилку не 10-1 очков, как ранее, а всего лишь по одному очку. Чемпион Серии D, напротив, получил 10 баллов, вице-чемпион — 9, и так далее вплоть до 10-го места и ниже, которые получили по 1 баллу. Изменится ли в 2010 году данная система, можно будет узнать только в декабре, по окончании футбольного сезона и выходе нового рейтинга клубов и штатов, которые будут учитывать результаты этого года.

### Минусы рейтинга 2003—2012
1. Несмотря на признание в качестве официального аналога чемпионата Бразилии, КБФ не включает в свой рейтинг результаты Кубка Жоао Авеланжа 2000 года, объясняя это тем, что турнир прошёл не под эгидой самой КБФ.
2. Аналогично, организованный Клубом Тринадцати чемпионат 1987 года, в котором участвовали все сильнейшие клубы страны, КБФ не включает в свой рейтинг. Кубок Союза (Copa União) рассматривается практически всеми СМИ страны, а также клубами-участниками, в качестве главного турнира в том году. КБФ же называет чемпионом страны победителя своего турнира, который был составлен по остаточному принципу фактически из клубов уровня сегодняшней Серии B.
3. Формула чемпионата Бразилии, предусматривавшая долгое время матчи плей-офф, сама по себе подвергается критике. Например, лучший клуб по итогам регулярного сезона мог вылететь на стадии 1/8 финала, а 16-я команда теоретически могла попасть в финал, но по общему числу очков всё равно уступить победителю регулярного сезона. Критерии финальной классификации тех чемпионатов до сих пор обсуждаются в Бразилии.
4. Существуют также чисто математические недостатки данного рейтинга, ниже представлены особенно яркие примеры. Например, в геометрической и арифметической прогрессии победителю Кубка Бразилии на практике достаётся куда больше очков, чем чемпиону. Второй математический минус — это «правило 21 места». До 2004 года в Серии A было более 20 команд и если двадцатая получала 41 очко, то команды с 21-й и ниже — лишь по 4 балла. Похожая картина и в Серии B (20-е место — 21 очков, 21-е место и ниже — по 2 очка).

### Примеры математических недостатков
Теоретические примеры о Кубке Бразилии
Если команда А девять раз подряд выиграет чемпионат Бразилии, а в 10-м году станет вице-чемпионом Кубка Бразилии, а команда Б, напротив, 9 раз станет второй в чемпионате, а в 10-м году выиграет Кубок, то ситуация будет выглядеть следующим образом:
- Команда А: 9*60 = 540 + 20 = 560
- Команда Б: 9*59 = 531 + 30 = 561

Если команда А за год станет чемпионом Бразилии и вице-чемпионом Кубка, а команда Б займёт 10-е место в чемпионате и выиграет этот Кубок, то команда Б и в этом случае наберёт больше баллов:
- Команда А: 60 + 20 = 80
- Команда Б: 51 + 30 = 81

Во-первых, данные примеры свидетельствует о том, что разница в один балл между чемпионом и вице-чемпионом слишком несправедливая, а во-вторых — количество баллов, дающихся за победу в Кубке Бразилии, неадекватно завышено. Учитывая, что для победы в Кубке команде необходимо провести лишь 12 матчей, а в чемпионате Бразилии в последние годы было не менее 38 туров, цифра за победу в Кубке Бразилии в 20 баллов выглядит более адекватной.
Практические примеры
1. В 1993 году «Палмейрас» выиграл чемпионат и дошёл до 1/4 финала Кубка и набрал 65 баллов. «Крузейро» же занял лишь 15-е место в чемпионате и выиграл Кубок Бразилии, набрав в общей сложности 76 баллов.
2. В 1991 году «Гремио» вылетел из Серии A, заняв 19-е место. В следующем году занял в Серии B унизительное 9-е место и должен был остаться во втором дивизионе. Однако КБФ приняла решение перевести на следующий год 10 команд Серии B в Серию A и в 1993 году вовсе не проводить соревнований во втором и третьем эшелонах. Но и в 1993 году «Гремио» не блистал — 11-е место. В итоге, за 1991—1992 год команда набрала 74 балла. В 2004 году «Гремио» опять провалился, но заняв место ниже 20-го (24-е). В 2005 году команда уже по спортивному принципу завоевала себе право на возвращение в элиту, выиграв Серию B. Но за эти два года, с учётом «правила 21-го места», команда заработала лишь 44 очка.
3. «Интернасьонал» в 1975 и 1976 годах был чемпионом Бразилии, но в 1977 несколько провалился, заняв 25-е место из 62 участников. За это время лучший клуб Бразилии набрал 124 очка. Между тем, «Васко да Гама» в эти годы занимал следующие места: 20-е, 12-е, 12-е. «Васко» не позволил себе опуститься ниже 20-го, но и не смог подняться выше 12-го. В итоге, «адмиралы» за эти три года набрали 139 очков, то есть больше, чем двукратные чемпионы.
4. Примерно то же самое могло случиться с «Ботафого» и «Коринтиансом» в конце XX века. Клуб из Рио-де-Жанейро занимал в чемпионатах 1998—2000 годов 14-е, 14-е и 20-е места соответственно, теоретически набрав 135 очков. «Коринтианс» же был чемпионом страны в 1998 и 1999 годах, а в Кубке Жоао Авеланжа занял лишь 28-е место (но выиграл в том году Клубный чемпионат мира) и набрал 124 очка по данной системе. Но, поскольку КБФ решила не учитывать результаты Кубка Жоао Авеланжа в своём рейтинге, это сыграло на руку «тимау», поскольку они могли из-за этого упасть в общем рейтинге со второго сразу на пятое место.
5. В 1991 году «Сан-Паулу» стал чемпионом Бразилии. Клуб не играл в Кубке Бразилии в том году. В отличие от «Гремио», занявшего 19-е место в чемпионате и дошедшего до финала Кубка. В итоге, у чемпиона Бразилии было 60 очков, а у 19-й команды и финалиста Кубка — 62 очка.
6. В 2006 году «Интернасьонал» обыграл «Сан-Паулу», победителя Клубного чемпионата мира 2005 года, в финале Кубка Либертадорес, а затем сам выиграл финал КЧМ, обыграв испанскую «Барселону». В чемпионате Бразилии «Сан-Паулу» взял реванш, выиграв Серию A, «Интер» же финишировал вторым. Но у рейтинга КБФ на этот счёт было «своё мнение». «Интер» и «Сан-Паулу», как участники Кубка Либертадорес, не имели права выступать во всё том же Кубке Бразилии. Его выиграл «Фламенго». По итогам года рейтинг КБФ выглядел так: 1. «Фламенго» — 80 очков, «Васко да Гама» — 75, «Сантос» — 62, «Сан-Паулу» и «Гремио» — по 60, «Интернасьонал» — 59, «Парана», «Крузейро» и «Флуминенсе» — по 56, «Фигейренсе» — 54.
7. С 2006 по 2008 год «Сан-Паулу» выиграл три чемпионата подряд — это уникальное достижение в истории бразильского футбола. За это «трёхцветные» получили 180 баллов. Разумеется, клуб постоянно представлял Бразилию в Кубке Либертадорес и не играл в Кубке Бразилии. Но 11-й, 3-й и 5-й клуб в этих чемпионатах соответственно, «Фламенго», ещё и выиграл Кубок Бразилии 2006 года, набрав 194 балла. Лишь один «второстепенный» титул и «рубро-негрос» опередили трёхкратных подряд чемпионов страны. На втором месте за этот период оказался «Флуминенсе», победитель Кубка Бразилии 2007 года и полуфиналист 2006. В чемпионате страны занимал 15-е, 4-е и 14-е места, в итоге — 190 баллов. Наконец, третью строчку занял «Васко да Гама», который по итогам 2008 года вылетел из Серии A, заняв 18-е место. В Кубке же «Васко» был финалистом 2006 года и полуфиналистом в 2008. В 2006—2007 годах команда занимала 6-е и 10-е места. Как итог — 181 очко, на одно больше, чем у «Сан-Паулу».

### Новый рейтинг (с 2013 года)
С 2013 года КБФ решила полностью изменить критерии для рейтинга. Во-первых, он перестал учитывать давнюю историю, и учитывает результаты клубов только за последние 5 лет, при этом результаты пятилетней давности имеют меньший удельный вес, чем результаты хронологически более близких лет. Таким образом, система приблизилась по своей сути к командному рейтингу УЕФА и рейтингу клубов КОНМЕБОЛ.
Чемпионы Серий A, B, C и D получают 800, 400, 200 и 100 очков соответственно. Вторые команды получают по 80 % от числа баллов чемпиона, третьи и четвёртые — по 75 % и 70 % соответственно. Полная таблица начислений баллов представлена на сайте КБФ. Чемпион Кубка Бразилии получает 600 баллов, финалист — 480 баллов и далее вплоть до участников 1-й стадии (1/32 финала), которые получают по 25 баллов. Все участники Кубка Либертадорес, которые традиционно не участвуют в розыгрыше Кубка Бразилии, автоматически получают бонус в 400 баллов. «Коэффициент давности» изменяется следующим образом:
- Последний сезон (2012): набранные очки умножаются на 5
- Предпоследний сезон (2011): набранные очки умножаются на 4
- Три сезона назад (2010): набранные очки умножаются на 3
- Четыре сезона назад (2009): набранные очки умножаются на 2
- Пять сезонов назад (2008): набранные очки умножаются на 1[1]

## Список клубов-лидеров рейтинга КБФ
50 первых клубов в рейтинге КБФ
| Поз. | Клуб                 | Штат | Очков  | Разница в очках |   |          |    |        |   |
| ---- | -------------------- | ---- | ------ | --------------- | - | -------- | -- | ------ | - |
| Поз. | Клуб                 | Штат | Очков  | Разница в очках | 1 | Фламенго | RJ | 17 054 | - |
| 2    | Палмейрас            | SP   | 14 584 | 2 470           |   |          |    |        |   |
| 3    | Атлетико Минейро     | MG   | 14 572 | 12              |   |          |    |        |   |
| 4    | Гремио               | RS   | 14 336 | 236             |   |          |    |        |   |
| 5    | Атлетико Паранаэнсе  | PR   | 13 512 | 824             |   |          |    |        |   |
| 6    | Сантос               | SP   | 12 816 | 696             |   |          |    |        |   |
| 7    | Сан-Паулу            | SP   | 12 604 | 212             |   |          |    |        |   |
| 8    | Интернасьонал        | RS   | 12 108 | 496             |   |          |    |        |   |
| 9    | Флуминенсе           | RJ   | 11 100 | 1 008           |   |          |    |        |   |
| 10   | Коринтианс           | SP   | 11 064 | 36              |   |          |    |        |   |
| 11   | Форталеза            | CE   | 10 841 | 223             |   |          |    |        |   |
| 12   | Баия                 | BA   | 10 261 | 580             |   |          |    |        |   |
| 13   | Сеара                | CE   | 9 537  | 724             |   |          |    |        |   |
| 14   | Крузейро             | MG   | 9 034  | 503             |   |          |    |        |   |
| 15   | Америка Минейро      | MG   | 8 860  | 174             |   |          |    |        |   |
| 16   | Атлетико Гоияниенсе  | GO   | 8 548  | 312             |   |          |    |        |   |
| 17   | Шапекоэнсе           | SC   | 8 468  | 80              |   |          |    |        |   |
| 18   | Ботафого             | RJ   | 8 376  | 12              |   |          |    |        |   |
| 19   | Васко да Гама        | MG   | 8 206  | 170             |   |          |    |        |   |
| 20   | Ред Булл Брагантино  | SP   | 7 789  | 417             |   |          |    |        |   |
| 21   | Спорт Ресифи         | PE   | 6 896  | 893             |   |          |    |        |   |
| 22   | Куяба                | MT   | 6 789  | 107             |   |          |    |        |   |
| 23   | Гояс                 | GO   | 6 628  | 161             |   |          |    |        |   |
| 24   | Жувентуде            | RS   | 6 385  | 243             |   |          |    |        |   |
| 25   | Витория Салвадор     | BA   | 5 913  | 472             |   |          |    |        |   |
| 26   | Коритиба             | PR   | 5 858  | 55              |   |          |    |        |   |
| 27   | Аваи                 | SC   | 5 719  | 139             |   |          |    |        |   |
| 28   | КРБ                  | AL   | 5 565  | 154             |   |          |    |        |   |
| 29   | Понте-Прета          | SP   | 5 200  | 365             |   |          |    |        |   |
| 30   | ССА Масейо           | AL   | 5 088  | 112             |   |          |    |        |   |
| 31   | Вила-Нова (Гояния)   | GO   | 4 577  | 511             |   |          |    |        |   |
| 32   | Сампайо Корреа       | MA   | 4 271  | 306             |   |          |    |        |   |
| 33   | Парана               | PR   | 5 175  | 504             |   |          |    |        |   |
| 34   | Операрио Ферровиарио | PR   | 3 914  | 152             |   |          |    |        |   |
| 35   | Гуарани (Кампинас)   | SP   | 3 865  | 49              |   |          |    |        |   |
| 36   | Крисиума             | SC   | 3 858  | 7               |   |          |    |        |   |
| 37   | Гремио Бразил        | RS   | 3 835  | 23              |   |          |    |        |   |
| 38   | Наутико              | PE   | 3 730  | 105             |   |          |    |        |   |
| 39   | Лондрина             | PR   | 3 673  | 57              |   |          |    |        |   |
| 40   | Пайсанду             | PA   | 3 498  | 175             |   |          |    |        |   |
| 41   | Фигейренсе           | SC   | 3 493  | 5               |   |          |    |        |   |
| 42   | Ремо                 | PA   | 3 244  | 249             |   |          |    |        |   |
| 43   | Оэсте                | SP   | 3 098  | 146             |   |          |    |        |   |
| 44   | Конфьянса            | SE   | 3 007  | 91              |   |          |    |        |   |
| 45   | Бруски               | SC   | 2 861  | 146             |   |          |    |        |   |
| 46   | Санта-Круз           | PE   | 2 840  | 21              |   |          |    |        |   |
| 47   | АБС                  | RN   | 2 711  | 129             |   |          |    |        |   |
| 48   | Ботафого СП          | SP   | 2 698  | 13              |   |          |    |        |   |
| 49   | Томбенсе             | MG   | 2 391  | 307             |   |          |    |        |   |
| 50   | Ипиранга (Эрешин)    | RS   | 2 348  | 43              |   |          |    |        |   |

Полужирным выделены клубы, становившиеся чемпионами Бразилии.

## Рейтинг штатов
Рейтинг федераций футбола штатов (сумма баллов всех клубов, входящих в данную федерацию)
| Поз. | Поз.          | Штат                | Очки   | Клубов в Кубок Бразилии | Клубов в Кубок Северо-Востока | Клубов в Зелёный кубок | Клубов в Серию D |
| 2022 | Сравн. с 2021 | Штат                | Очки   | Клубов в Кубок Бразилии | Клубов в Кубок Северо-Востока | Клубов в Зелёный кубок | Клубов в Серию D |
| ---- | ------------- | ------------------- | ------ | ----------------------- | ----------------------------- | ---------------------- | ---------------- |
| 1    | ▬             | Сан-Паулу           | 83 474 | 5                       | —                             | —                      | 4                |
| 2    | ▬             | Рио-де-Жанейро      | 50 473 | 5                       | —                             | —                      | 3                |
| 3    | ▬             | Риу-Гранди-ду-Сул   | 44 106 | 4                       | —                             | —                      | 3                |
| 4    | ▬             | Минас-Жерайс        | 40 274 | 4                       | —                             | —                      | 3                |
| 5    | ▬             | Парана              | 34 359 | 4                       | —                             | —                      | 3                |
| 6    | ▬             | Санта-Катарина      | 27 581 | 3                       | —                             | —                      | 3                |
| 7    | ▲ (1)         | Сеара               | 25 595 | 3                       | 5                             | —                      | 3                |
| 8    | ▼ (1)         | Гояс                | 22 900 | 3                       | —                             | 3                      | 3                |
| 9    | ▬             | Баия                | 21 529 | 3                       | 5                             | —                      | 3                |
| 10   | ▬             | Пернамбуку          | 16 738 | 3                       | 5                             | —                      | 2                |
| 11   | ▬             | Алагоас             | 12 762 | 3                       | 3                             | —                      | 2                |
| 12   | ▬             | Мату-Гросу          | 10 891 | 3                       | —                             | 3                      | 2                |
| 13   | ▬             | Пара                | 8967   | 3                       | —                             | 3                      | 2                |
| 14   | ▬             | Мараньян            | 7809   | 3                       | 3                             | —                      | 2                |
| 15   | ▬             | Риу-Гранди-ду-Норти | 5787   | 2                       | 3                             | —                      | 2                |
| 16   | ▬             | Параиба             | 5456   | 2                       | 3                             | —                      | 2                |
| 17   | ▬             | Сержипи             | 5036   | 2                       | 3                             | —                      | 2                |
| 18   | ▲ (1)         | Амазонас            | 3460   | 2                       | —                             | 3                      | 2                |
| 19   | ▲ (1)         | Пиауи               | 3259   | 2                       | 3                             |                        | 2                |
| 20   | ▼ (2)         | Акри                | 2978   | 2                       | —                             | 2                      | 2                |
| 21   | ▬             | Федеральный округ   | 2690   | 2                       | —                             | 2                      | 2                |
| 22   | ▬             | Эспириту-Санту      | 2168   | 2                       | —                             | 2                      | 2                |
| 23   | ▲ (2)         | Рорайма             | 1833   | 1                       | —                             | 2                      | 2                |
| 24   | ▲ (2)         | Токантинс           | 1685   | 1                       | —                             | 1                      | 1                |
| 25   | ▼ (2)         | Мату-Гросу-ду-Сул   | 1656   | 1                       | —                             | 1                      | 1                |
| 26   | ▼ (2)         | Рондония            | 1600   | 1                       | —                             | 1                      | 1                |
| 27   | ▬             | Амапа               | 1448   | 1                       | —                             | 1                      | 1                |